# Caserta
Caserta je glavni grad istoimene pokrajine Caserta u regiji Kampanija u jugozapadnoj Italiji. Smještena je na rubu Kampanijske ravnice i Kampanijskog gorja. 
Ona je važno poljoprivredno, trgovačko i industrijsko središte (comune), a najpoznatija je po Palači Napuljskog kraljevstva. 

## Povijest
Moderna Caserta utemeljena je oko langobardskog obrambenog tornja Pandoa princa Capue koji je uništio stari grad oko 863. godine. Toranj je danas dio palače Palazzo della Prefettura, koja je nekada bila sjedište grofova Caserte i kraljevska rezidencija. Izvorno stanovništvo se premjestilo iz Casertavecchije (bivšeg sjedišta biskupije) na današnju lokaciju u 16. stoljeću.
Grad i okolica su postali vlasništvo obitelji Acquaviva koji su ga zbog velikih dugova prodali kraljevskoj obitelji. Tada je kraljevska obitelj odabrala Casertu za mjesto izgradnje svoje nove palače, koja je trebala biti lakše branjivom od one u napuljskom zaljevu. 
Caserta je rodno mjesto Maria Valtorta, talijanskog književnika.

## Znamenitosti
- Glavna atrakcija u Caserti je Kraljevska palača (UNESCO-ova svjetska baština). Palaču je u 18. stoljeću izgradio talijanski arhitekt Luigi Vanvitelli po uzoru na versajsku palaču za Burbonske kraljeve Napulja i Sicilije i jedan je od najposjećenijih spomenika u Italiji. Unutra se nalazi više od 1200 soba, ukrašenih u raznim stilovima. Njen park se prostire na oko 2 milijuna km² i sadrži brojne fontane, slapove, jezera i vrtove.
- Palazzo Vecchio ("Stara palača") je građevina iz 14. st. koju je Luigi Vanvitelli obnovio kao dodatnu kraljevsku rezidenciju.
- Katedrala je iz 18. stoljeća, kao i Vanvitellijev akvadukt (UNESCO-ova svjetska baština).

## Župe
Župe (frazioni) Caserte su: Aldifreda, Briano, Casertavecchia, Casola, Casolla, Centurano, Ercole, Falciano, Garzano, Mezzano, Piedimonte di Casolla, Pozzovetere, Puccianiello, Sala di Caserta, San Benedetto, San Clemente, San Leucio, Santa Barbara, Staturano, Tredici, Tuoro, Vaccheria.
- Stara Caserta (Casertavecchia) je staro sjedište komune i bivša biskupska rezidencija.
- San Leucio je sjedište slavne tvornice svile i također UNESCO-ova svjetska baština.
- Vaccheria je mjesto gdje se nalazile kraljevske konjušnice.
- Falciano je bivša biskupska rezidencija s palačom iz 16. stoljeća.
- Piedimonte di Casolla je mjesto benediktinske opatije izgrađene preko rimskog hrama božice Dijane.

## Šport
Juvecaserta Basket je talijanski klub iz Caserte osnovan 1951. godine, a trenutačno se natječe u Serie A. Zbog sponzorskih razloga klub nosi ime Eldo Caserta.
Associazione Sportiva Dilettantistica Casertana Calcio je nogometni klub iz Caserte koji je trenutačno u talijanskoj ligi Serie D. Klub je osnovan 1908. kao Robur Caserta, a postao je poznat kao Unione Sportiva Casertana od 1928. do 2005. godine, kada je izbačen iz udruženja. Najveći uspjeh kluba je osvajanje prvenstva Serie B u sezonama 1970. – 71. i 1991. – 92.
Caserta je i jedna od postaja slavne biciklističke utrke Giro d'Italia.

## Zbratimljeni gradovi
- Pitești, Rumunjska
- Aley,  Libanon

## Poveznice
- Palača u Caserti
- Vanvitellijev akvadukt
- San Leucio

## Vanjske poveznice
- Fotografije Casertavecchia
- Kraljevska palača u Caserti
- Pokrajina Caserta (tal.)